# تورو موراتا
تورو موراتا (باليابانية: 村田透) (و. 1985  م) هو لاعب كرة قاعدة، من اليابان، يلعب كمرسل مطلق ‏.

## روابط خارجية
- تورو موراتا على موقع دوري كرة القاعدة الرئيسي (الإنجليزية)
- تورو موراتا على موقع الدوري الياباني لكرة القاعدة (الإنجليزية)
- تورو موراتا على موقعبيزبول رفرنس.كوم (الدوري الرئيسي) (الإنجليزية)
- تورو موراتا على موقعبيزبول رفرنس.كوم (الدوري الثانوي) (الإنجليزية)
- تورو موراتا على موقع إي إس بي إن.كوم (أم.أل.بي) (الإنجليزية)
- تورو موراتا على موقع مشجعي الرسوم البيانية (الإنجليزية)